# Cushendun
Cushendun (en irlandés: Baile an Chaisti, lit. 'pie del río Dun'; en escocés: Cushenduin) es una aldea costera del distrito de Causeway Coast y Glens del condado de Antrim de Irlanda del Norte.

## Geografía
Cushendun tiene un puerto protegido y se encuentra en la desembocadura del río Dun y Glendun, uno de los nueve Glens de Antrim. El Mull of Kintyre en Escocia está a sólo 15 millas de distancia a través del canal del Norte y se puede ver fácilmente en días despejados. 

## Historia
Cushendun es donde Shane O'Neill, jefe de la dinastía O'Neill, fue asesinado por los MacDonnell de Antrim en 1567.
La aldea de Cushendun fue diseñada para Ronald McNeill (autor y diputado conservador, más tarde Lord Cushendun) al estilo de una aldea de Cornualles por el arquitecto Clough Williams-Ellis. Está enterrado en el cementerio de la iglesia de Irlanda, cerca de su prima nacionalista Ada o Ide McNeill, amiga y admiradora de Roger Casement que murió en 1959.
El National Trust ha sido propietario y ha cuidado la mayor parte del pueblo y el parque alrededor de Glenmona House desde 1954. Cushendun fue designado como área de conservación en 1980, debido a su historia arquitectónica y su ubicación dentro del área de excepcional belleza natural de la costa de Antrim y Glens.

## Demografía
La evolución demográfica de Cushendun entre 2001 y 2011 fue la siguiente:
| 138                                    | 149 |
| (Fuente: Census carried out by NISRA ) |     |

## Infraestructura

### Transporte
La aldea se encuentra junto a la carretera costera A2 entre Cushendall y Ballycastle.